# Chalcomitra amethystina
Chalcomitra amethystina е вид птица от семейство Nectariniidae.